# غودبدة (حومة بم)
غودبدة (بالفارسية: گودپده) هي قرية تقع في إيران في منطقة مركزية ريفية. يقدر عدد سكانها بـ 242 نسمة بحسب إحصاء 2016.